# Zdravotník zotavovacích akcí
Zdravotník zotavovacích akcí (ZZA) je česká kvalifikace umožňující zletilé osobě vykonávat funkci zdravotníka na zotavovacích akcích. Kvalifikaci je možno získat absolvencí kurzu akreditovaného Ministerstvem školství. Tyto kurzy mají minimální rozsah 40 hodin a dle vyhlášky musí obsahovat základy první pomoci, ošetřovatelství a vodní záchrany. Kurzy pořádá Český červený kříž i řada organizací pracujících s mládeží, např. Junák – český skaut (zdravotnické vzdělání je důležitou složkou skautského vzdělávání).